# Новосёловка (Бахмутский район)
Новосёловка (укр. Новоселівка) — село на Украине, находится в Бахмутском районе Донецкой области.
Код КОАТУУ — 1420981503. Население по переписи 2001 года составляет 1 человек. Почтовый индекс — 84525. Телефонный код — 6274.

## Известные уроженцы
- Хорош, Михаил Павлович (1904—1993) — украинский советский актёр театра и кино. Заслуженный и народный артист Украинской ССР (1960).

## Адрес местного совета
84525, Донецкая область, Бахмутский р-н, с. Верхнекаменское, ул. Землянова, 1